# Tour de France 2006 – 12. etapa
- 14. červenec
- Luchon - Carcassonne
- 211,5 km

## Profil
Horské prémie:
1. - 27 km Col des Ares (2 kategorie) 796 m n. m.
2. - 47,5 km Côte de Pujos (4 kategorie) 520 m n. m.
3. - 126 km Côte du Pâl de Pailhes (4 kategorie) 445 m n. m.
4. - 136 km Côte de Pamiers (4 kategorie) 407 m n. m.

Sprintérské prémie:
1. - Na 76 km Caumont ;
2. - Na 162 km Mirepoix.

## Klasifikace horských prémií
Col des Ares, (27 km) (2 kategorie) 796 m n. m.
| 1 | Michael Rasmussen | 10 b |
| 2 | George Hincapie   | 9 b  |
| 3 | Óscar Pereiro     | 8 b  |
| 4 | Daniele Bennati   | 7 b  |
| 5 | Jens Voigt        | 6 b  |
| 6 | Giuseppe Guerini  | 5 b  |

Côte de Pujos, (47,5 km) (4 kategorie) 520 m n. m.
| 1 | David Millar      | 3 b |
| 2 | Michael Rasmussen | 2 b |
| 3 | Óscar Pereiro     | 1 b |

Côte du Pâl de Pailhes, (126 km) (4 kategorie) 445 m n. m.
| 1 | Christophe Le Mevel | 3 b |
| 2 | Óscar Freire        | 2 b |
| 3 | Jaroslav Popovyč    | 1 b |

Côte de Pamiers', (136 km) (4 kategorie) 407 m n. m.
| 1 | Jaroslav Popovyč    | 3 b |
| 2 | Christophe Le Mevel | 2 b |
| 3 | Alessandro Ballan   | 1 b |

## Klasifikace sprintérských prémií
1. sprintérská prémie Caumont (76 km)
| 1 | Daniele Bennati  | 6 b + 6 s |
| 2 | Giuseppe Guerini | 4 b + 4 s |
| 3 | George Hincapie  | 2 b + 2 s |

2. sprintérská prémie Mirepoix (162 km)
| 1 | Óscar Freire        | 6 b + 6 s |
| 2 | Alessandro Ballan   | 4 b + 4 s |
| 3 | Christophe Le Mevel | 2 b + 2 s |

## Pořadí v etapě
| *  | Jezdec              | Tým                    | Čas         |
| -- | ------------------- | ---------------------- | ----------- |
| 1  | Jaroslav Popovyč    | Discovery Channel      | 4:34:58.000 |
| 2  | Alessandro Ballan   | Lampre-Fondital        | + 0:00:27   |
| 3  | Óscar Freire        | Rabobank               | + 0:00:29   |
| 4  | Christophe Le Mével | Crédit Agricole        | + 0:00:35   |
| 5  | Tom Boonen          | Quick Step-Innergetic  | + 0:04:25   |
| 6  | Robbie McEwen       | Davitamon-Lotto        | + 0:04:25   |
| 7  | Francisco Ventoso   | Saunier Duval          | + 0:04:25   |
| 8  | Erik Zabel          | Team Milram            | + 0:04:25   |
| 9  | Daniele Bennati     | Lampre-Fondital        | + 0:04:25   |
| 10 | Thor Hushovd        | Crédit Agricole        | + 0:04:25   |
| .. | ……………….             | ………………                 | …….         |
| 75 | Pavel Padrnos       | Discovery Channel Team | + 0:04:40   |

- Nejaktivnějším jezdcem vyhlášen -  Daniele Bennati
- Odstoupili:
  - 5 Benjamín Noval
  - 9 Paolo Savoldelli
  - 94 Isaac Gálvez
  - 197 José Alberto Martínez
  - 198 Samuel Plouhinec

## Celkové pořadí
| Floyd Landis          | Robbie McEven 232 | Juan Miguel Mercado 80 | Marcus Fothen             |
| Cyril Dessel á 0:08,0 | Óscar Freire 207  | Cyril Dessel 62        | Damiano Cunego á 12:15,0  |
| Děnis Meňšov á 1:01,0 | Tom Boonen 204    | Fabian Wegmann 61      | Matthieu Sprick á 27:16,0 |